# 歐希稷
歐希稷（1534年—？），字子文，號楚門，湖廣衡州府衡陽縣人，軍籍，明朝政治人物、進士出身。

## 生平
嘉靖三十七年（1558年）戊午科湖廣鄉試第八名。嘉靖四十四年，登進士第三甲第二百七十六名。吏部观政，四十五年八月官行人司行人。隆慶二年（1568年）任朝鮮冊封副使，冊封朝鮮國王李昖，八月升吏部主事，四年十二月升员外，五年二月养病。万历元年（1573年）三月復除本部文选司员外郎，本月升四川副使，四年三月补福建。七年八月升山东左参政，八年十二月改江西，十一年正月升广西按察使，十二年三月升河南右布政使，十四年正月以参政降用。

## 家族
曾祖父歐志聰；祖父歐均義；父親歐世祥，庠生、封行人、贈副使。母黃氏！封太恭人。兄希颜（庠生）、弟希夔、希契（监生）、希定、希尹、希弼，俱庠生。